# Alfred le Grand, vainqueur des Vikings
Pour plus de détails, voir Fiche technique et Distribution.
Alfred le Grand, vainqueur des Vikings (Alfred the Great) est un film britannique de Clive Donner sorti en 1969. Il s'agit d'une biographie romancée du roi anglo-saxon Alfred le Grand, qui retrace sa lutte contre les Vikings dans l'Angleterre de la fin du IXe siècle.

## Synopsis
Alors qu'il est sur le point d'entrer dans les ordres, le prince Alfred (David Hemmings) est arraché à sa vocation ecclésiastique par son frère, le roi Ethelred de Wessex (Alan Dobie (en)), qui sollicite son aide dans la lutte contre les Vikings. Réticent, Alfred se montre néanmoins brillant stratège lors de sa première bataille.
Par amour, Alfred épouse la princesse mercienne Aelhswith (Prunella Ransome). Il monte à contrecœur sur le trône après la mort d'Ethelred, mais il se rend rapidement impopulaire auprès de ses vassaux. En difficulté, il négocie avec Guthrum, le chef des Vikings (Michael York). Aelhswith, s'offre comme otage et tombe amoureuse de Guthrum, qui partage ses sentiments.
Battu par les envahisseurs, désavoué par sa propre noblesse, Alfred se réfugie dans les marais d'Athelney. Avec l'aide de Roger, le chef d'une bande de voleurs qui opèrent dans la région (Ian McKellen), il parvient à remporter une victoire décisive sur les envahisseurs. Il pardonne à Aelswith et épargne la vie de Guthrum.

## Fiche technique
- Titre : Alfred le Grand, vainqueur des Vikings
- Titre original : Alfred the Great
- Réalisation : Clive Donner, assisté de Brian W. Cook (non crédité)
- Scénario : James R. Webb et Ken Taylor, d'après Alfred the Great and his England d'Eleanor Duckett
- Production : Bernard Smith
- Distribution : Metro-Goldwyn-Mayer
- Musique : Raymond Leppard
- Photographie : Alex Thomson
- Montage : Fergus McDonell
- Pays d'origine :  Royaume-Uni
- Genre : Épique, guerre, historique
- Durée : 122 minutes
- Dates de sortie :
  -  Royaume-Uni : 14 juillet 1969
  -  États-Unis : 8 octobre 1969
  -  France : 17 avril 1970

## Distribution
- David Hemmings : Alfred le Grand
- Michael York : Guthrum
- Prunella Ransome : Aelhswith
- Colin Blakely : Asher
- Ian McKellen : Roger
- Peter Vaughan : Burrud
- Alan Dobie (en) : Ethelred
- Julian Glover : Athelstan
- Vivien Merchant : Freda
- Julian Chagrin (en) : Ivar le Désossé
- Jim Norton : Thanet
- Christopher Timothy (en) : Cedric
- Sinéad Cusack : Edith
- Barry Evans : Ingild
- Michael Billington : Offa
- Robin Askwith (en) : le berger

## Autour du film
- Les scènes de bataille ont été tournées dans le comté de Galway, en Irlande.